# Diacanthostylus
Diacanthostylus is een geslacht van kevers uit de familie van de loopkevers (Carabidae). De wetenschappelijke naam van het geslacht is voor het eerst geldig gepubliceerd in 1978 door Habu.

## Soorten
Het geslacht Diacanthostylus omvat de volgende soorten:
- Diacanthostylus benesi Morvan, 1998
- Diacanthostylus boulbeni Morvan, 1998
- Diacanthostylus elainus (Bates, 1883)
- Diacanthostylus integratus (Bates, 1883)
- Diacanthostylus jeanneli (Jedlicka, 1934)
- Diacanthostylus morimotoi (Habu, 1954)
- Diacanthostylus parens (Fairmaire, 1889)
- Diacanthostylus remondi Morvan, 1998
- Diacanthostylus sichuanus Morvan & Tian, 2003